# Karsten Braasch
Karsten Braasch (ur. 14 lipca 1967 w Marl) – niemiecki tenisista, reprezentant w Pucharze Davisa.

## Kariera tenisowa
Karierę tenisową rozpoczął w roku 1987, a zakończył w 2005.
W singlu największym osiągnięciem Niemca jest finał turnieju ATP World Tour w Rosmalen na nawierzchni trawiastej z 1994 roku. W finale przegrał z Richardem Krajicekiem 3:6, 4:6. Najwyżej w rankingu singlistów był na 38. miejscu w czerwcu 1994 roku.
W grze podwójnej wygrał łącznie 6 turniejów rangi ATP World Tour oraz był również uczestnikiem 3 finałów. Najwyżej w zestawieniu deblistów był na 36. pozycji w listopadzie 1997 roku.
W roku 1994 reprezentował Niemcy w Pucharze Davisa, w spotkaniu ćwierćfinałowym przeciwko Hiszpanii i półfinałowym przeciwko Rosji. Braasch odniósł 1 zwycięstwo w tych rozgrywkach przeciwko Hiszpanom w grze podwójnej. Partnerem deblowym Niemca był Michael Stich, a pokonał debel Sergi Bruguera–Tomás Carbonell. Przeciwko Rosji przegrał mecz deblowy (wspólnie ze Stichem) z parą Jewgienij Kafielnikow–Andriej Olchowski.
W roku 1994 odniósł z reprezentacją Niemiec zwycięstwo w Drużynowy Puchar Świata w tenisie ziemnym.
Braasch, leworęczny zawodnik o charakterystycznym wyglądzie (okulary, kilkudniowy zarost), wyróżniał się także niepowtarzalną akcją serwisową. W styczniu 1998 roku, kiedy już występował niemal wyłącznie w deblu (w grze pojedynczej klasyfikowany był poza czołową dwusetką rankingu światowego), przyjął wyzwanie młodych sióstr Williams, które chciały zmierzyć się na korcie z mężczyzną; z Venus Williams Braasch wygrał 6:2, z Sereną – 6:1. 

### Finały w turniejach ATP World Tour
| Legenda                                      |
| -------------------------------------------- |
| Wielki Szlem                                 |
| Igrzyska olimpijskie                         |
| Tennis Masters Cup / ATP Finals              |
| ATP Masters Series / ATP Tour Masters 1000   |
| ATP International Series Gold / ATP Tour 500 |
| ATP International Series / ATP Tour 250      |

#### Gra pojedyncza (0–1)
| Końcowy wynik | Nr | Data            | Turniej  | Nawierzchnia | Przeciwnik       | Wynik finału |
| ------------- | -- | --------------- | -------- | ------------ | ---------------- | ------------ |
| Finalista     | 1. | 12 czerwca 1994 | Rosmalen | Trawiasta    | Richard Krajicek | 3:6, 4:6     |

#### Gra podwójna (6–3)
| Końcowy wynik | Nr | Data                | Turniej   | Nawierzchnia    | Partner           | Przeciwnicy                    | Wynik finału        |
| ------------- | -- | ------------------- | --------- | --------------- | ----------------- | ------------------------------ | ------------------- |
| Finalista     | 1. | 13 kwietnia 1997    | Hongkong  | Twarda          | Jeff Tarango      | Martin Damm Daniel Vacek       | 3:6, 4:6            |
| Finalista     | 2. | 4 maja 1997         | Monachium | Ceglana         | Jens Knippschild  | Pablo Albano Àlex Corretja     | 6:3, 5:7, 2:6       |
| Zwycięzca     | 1. | 15 czerwca 1997     | Halle     | Trawiasta       | Michael Stich     | David Adams Marius Barnard     | 7:6, 6:3            |
| Finalista     | 3. | 5 października 1997 | Bazylea   | Dywanowa (hala) | Jim Grabb         | Tim Henman Marc Rosset         | 6:7, 7:6, 6:7       |
| Zwycięzca     | 2. | 15 lipca 2001       | Båstad    | Ceglana         | Jens Knippschild  | Simon Aspelin Andrew Kratzmann | 7:6(3), 4:6, 7:6(5) |
| Zwycięzca     | 3. | 30 września 2001    | Hongkong  | Twarda          | André Sá          | Petr Luxa Radek Štěpánek       | 6:0, 7:5            |
| Zwycięzca     | 4. | 3 lutego 2002       | Mediolan  | Dywanowa (hala) | Andriej Olchowski | Julien Boutter Maks Mirny      | 3:6, 7:6(5), 12–10  |
| Zwycięzca     | 5. | 14 kwietnia 2002    | Estoril   | Ceglana         | Andriej Olchowski | Simon Aspelin Andrew Kratzmann | 6:3, 6:3            |
| Zwycięzca     | 2. | 14 września 2003    | Bukareszt | Ceglana         | Sarkis Sarksjan   | Simon Aspelin Jeff Coetzee     | 7:6(7), 6:2         |